# Entyloma cosmi
Entyloma cosmi Vánky, Horita & Jage – gatunek podstawczaków należący do rodziny Entylomataceae. Grzyb mikroskopijny, pasożyt roślin z rodzaju kosmos (Cosmos).

## Systematyka
Pozycja w klasyfikacji według Index Fungorum: Entyloma, Entylomataceae, Entylomatales, Exobasidiomycetidae, Exobasidiomycetes, Ustilaginomycotina, Basidiomycota, Fungi.
Po raz pierwszy opisali go w 2005 r. K. Vánky, H. Horita i H. Jage na liściach kosmosa pierzastego (Cosmos bipinnatus) w Japonii.

## Charakterystyka
Na roślinach z rodzaju kosmos pasożytuje kilka gatunków z rodzaju Entyloma: Entyloma holwayi,  Entyloma cosmi, oraz Entyloma calendulae.